# Saddam Haftar
Saddam Haftar (em árabe: صدام حفتر; nascido em 1991) é um político líbio e filho de Khalifa Haftar. Ele é o comandante da Brigada Tariq Ben Zeyad e ocupa vários outros altos cargos no Exército Nacional Líbio de seu pai. Viaja frequentemente ao exterior para fazer visitas diplomáticas a países árabes e estrangeiros e tem sido visto como o provável sucessor do pai.

## Militar
Ele é comandante da Brigada Tariq Ben Zeyad desde o seu surgimento em 2016, que foi acusada de esmagar qualquer oposição às Forças Armadas de seu pai e de aterrorizar pessoas cometendo "assassinatos ilegais, tortura e outros maus-tratos, desaparecimento forçado, violação e outras formas de violência sexual, e deslocação forçada — sem receio das consequências". Ele estabeleceu a 106.ª Brigada como guarda pretoriana para proteger seu pai e manter as milícias tribais sob controle do Exército Nacional Líbio, e com isso conseguiu recapturar Benghazi em dezembro de 2017. Em dezembro de 2016, Saddam Haftar apareceu em uma cerimônia militar na Jordânia durante a formatura dos alunos do Colégio Militar, vestindo uniforme militar. Foi-lhe concedido o posto de major e depois de tenente-coronel, numa promoção excepcional que lhe foi concedida pelo presidente do Parlamento Líbio, Aguila Saleh. Pouco tempo depois, Saddam Haftar foi promovido ao posto de coronel, ultrapassando o próprio Gaddafi. Em dezembro de 2022, a Brigada Tariq Ben Zeyad de Saddam foi acusada pela Amnistia Internacional de cometer crimes de guerra. Em maio de 2023, ele ocupava o posto de brigadeiro-general.

## Finanças
Saddam Haftar ficou ferido durante confrontos em Trípoli em 2012, após uma tentativa fracassada de controlar o banco "Aman". Imediatamente após recapturar Benghazi em dezembro de 2017, Saddam ordenou aos seus homens que transferissem cerca de 160 milhões de euros, 639 milhões de dinares líbios, dois milhões de dólares americanos e 6.000 moedas de prata da agência do Banco Central em Benghazi para um destino desconhecido, o que foi descrito como "um dos maiores assaltos a banco da história". Em dezembro de 2022, Saddam Haftar tentou tomar o controle das instituições bancárias na Cirenaica.  O forte controle de Saddam sobre o setor bancário do leste da Líbia permitir-lhe-ia financiar as suas forças, equipamento e operações.

## Política
Em 1 de novembro de 2021, Saddam Haftar teria visitado Tel Aviv para uma reunião secreta com autoridades israelenses, supostamente buscando estabelecer relações diplomáticas em troca de “assistência militar e diplomática” israelense. Não se sabe quem ele conheceu lá, e a Líbia e Israel atualmente não têm relações diplomáticas. Mais tarde naquele mesmo mês, Saddam Haftar supostamente garantiu a segurança de Saif al-Islam Gaddafi e Bashir Saleh para se registrarem como candidatos à presidência em Sabha. Dez dias depois, a Brigada Tariq Ben Zeyad, liderada por Saddam e Khalid, invadiu o tribunal de Sabha para impedir que os juízes ouvissem o apelo de Saif al-Islam Gaddafi para participar nas eleições presidenciais. Os invasores usaram armas contra os funcionários e juízes e depois expulsaram-nos. Em Janeiro de 2023, Khalifa Haftar prometeu retirar-se das eleições presidenciais na Líbia com a condição de que os seus filhos Saddam e Belqasim fossem autorizados a concorrer. Saddam Haftar é visto como o herdeiro aparente de Khalifa Haftar.

## Nota
- Este artigo foi inicialmente traduzido, total ou parcialmente, do artigo da Wikipédia em inglês cujo título é «Saddam Haftar».